# 漣川郡

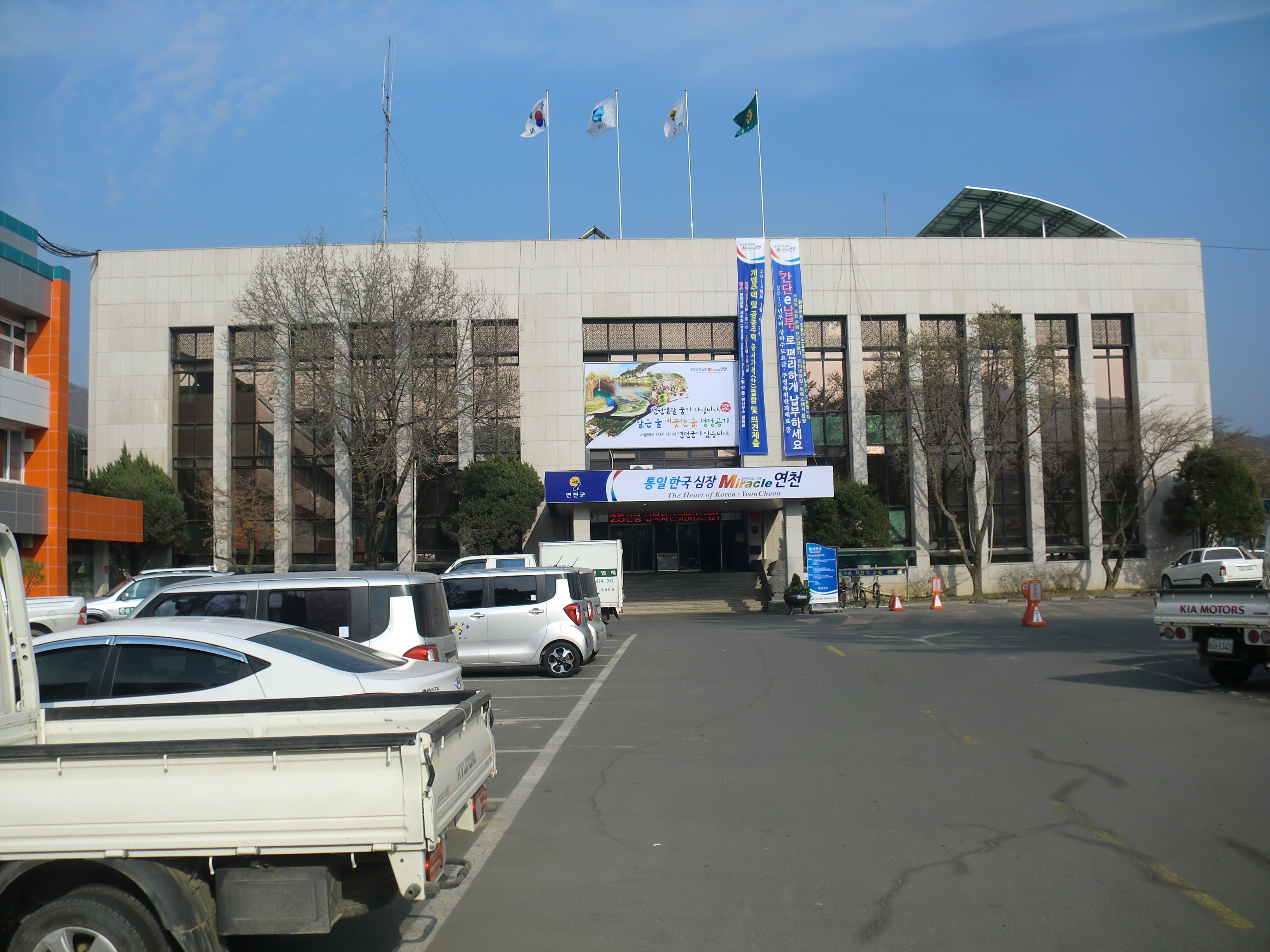
漣川郡庁

漣川郡（ヨンチョンぐん）は、大韓民国京畿道の北部にある郡である。郡の西部から北西部にかけて軍事境界線が通っている。

## 地理
楸哥嶺地溝帯に位置し、郡内に臨津江が流れる。一帯に原生林が多く、川沿いに湿地も多い。川にヤガタニゴイ、チョウセンボテ、サメガシラ、コウライカワムツ、ヤガタムギツク、チョウセントゲタナゴなどの魚類が生息し、湿地付近にはキバノロ、カワウソ、ベンガルヤマネコ、ミズグモ、ヒシクイ、マガン、ワシ（イヌワシ）などの野生動物が生息している。2019年、漣川郡の郡域は臨津江流域と共にユネスコの生物圏保護区に指定された。

## 歴史
- 百済 - 建国初期、北部変更地域にて靺鞨との軍事的衝突が起きた。
- 広開土王〜長寿王時代 - 高句麗領となり、この時から工木達県となった。
- 553年（真興王14年） - 新羅に編入された。
- 757年（南北国時代新羅景徳王16年） - 行政体制改編で功城県に改名され、鐵城郡（鉄原）の属県となった。
- 940年（高麗太祖23年） - 州に昇格して獐州に改名した。
- 1018年（高麗文宗23年） - 高麗の京畿近郊の3道から23郡県を編入しながら獐州も開城府に編入され、京畿道に移った。
- 1310年（忠宣王元年）- 漣州に改名した。この時から漣川となった。
- 1413年（朝鮮太宗13年） - 県監を設置。
- 1414年（朝鮮太宗14年） - 麻田県と合併されて麻漣県となったが再度分割された。
- 1895年旧暦閏5月1日（新暦6月23日） - 漢城府漣川郡に改編。[3]
- 1896年8月4日 - 京畿道漣川郡に改編。[4]
- 1906年 - 江原道鉄原郡官仁面を編入。
- 1914年
  - 2月25日 - 北面を中面に改称。[5]
  - 4月1日 - 郡面併合により、麻田郡・積城郡の全域、朔寧郡の郡内面・西面・南面・東面・楊州郡嶺斤面が漣川郡に編入。漣川郡に以下の面が成立。[6]（13面）
    - 官仁面・郡内面・中面・旺澄面・嵋山面・百鶴面・郡南面・積城面・南面・北面（旧朔寧郡郡内面）・西南面（旧朔寧郡西面・南面）・東面・嶺斤面
- 1934年4月1日 - 東面・北面が合併して朔寧面が成立。（12面）
- 1938年1月1日 - 郡内面が漣川面に改称。[7]（12面）
- 1941年 - 嶺斤面を全谷面に改称。（12面）
- 1945年
  - 8月15日 - ソ連軍管理下に置かれる。ただし、南面・積城面および百鶴面・全谷面の各一部は米軍管理下に置かれる。（南4面、北10面）
  - 11月4日 - 米軍管理下の南面・百鶴面・積城面・全谷面が坡州郡に編入。漣川郡消滅。（10面）
    - 百鶴面・積城面・全谷面は坡州郡積城面に改編。
    - 1946年2月5日に南面は楊州郡に移管。
- 1946年
  - 9月5日 - ソ連軍管理下の京畿道を江原道に編入。
  - 12月 - 抱川郡（永平郡）青山面・蒼水面を編入し、漣川郡は漣川面・官仁面・中面・朔寧面・西南面・旺澄面・嵋山面・百鶴面・全谷面・郡南面・青山面・蒼水面の12面で構成される。
- 1948年9月9日 - 朝鮮民主主義人民共和国の建国に伴い漣川郡もその管轄となる。
- 1953年7月27日 - 朝鮮戦争の休戦により、朔寧面・西南面の大部分を除く全域を韓国政府が収復。（しかし、軍事境界線の民間人統制区域内の旺澄面高棧上里・高旺里・基谷里の各一部未収復、現在の開城特別市長豊郡羅浮里の一部。）
- 1954年11月17日 - 収復地区臨時行政措置法により、漣川郡に対する施政権が回復。坡州郡の全谷面・百鶴面を返還。以下の8面で再出発。[8]
  - 漣川面・郡南面・官仁面・嵋山面（坡州郡積城面三和里を編入）・旺澄面（西南面の収復地区・長湍郡江上面[9][10] を編入）・中面（朔寧面の収復地区を編入）・全谷面・百鶴面（長湍郡大江面・長道面の収復地区および長南面板浮里を編入）[11]
- 1963年1月1日 - 行政区画の見直しが実施される。[12]（9面）
  - 新西面（寅目面の収復地区を含む）を江原道鉄原郡から移管。
  - 長湍郡長南面が百鶴面に編入。
  - 坡州郡積城面訥木里が全谷面に編入。
- 1965年5月1日 - 百鶴面元堂出張所（旧長湍郡長南面の区域を管轄）を設置。[13]
- 1979年5月1日 - 漣川面が漣川邑に昇格。[14]（1邑8面）
- 1983年2月15日 - 行政区画の見直し。（1邑8面）[15]
  - 官仁面が抱川郡に移管。
  - 抱川郡青山面の一部を編入し、漣川郡青山面を設置。
- 1985年10月1日 - 全谷面が全谷邑に昇格。[16]（2邑7面）
- 1987年1月1日 - 嵋山面石墻里が百鶴面に編入。[17]（2邑7面）
- 1989年
  - 1月1日 - 抱川郡官仁面釜谷里が漣川邑に編入。[18]（2邑7面）
  - 4月1日 - 百鶴面元堂出張所が長南面として昇格・復活。[19]（2邑8面）

## 行政

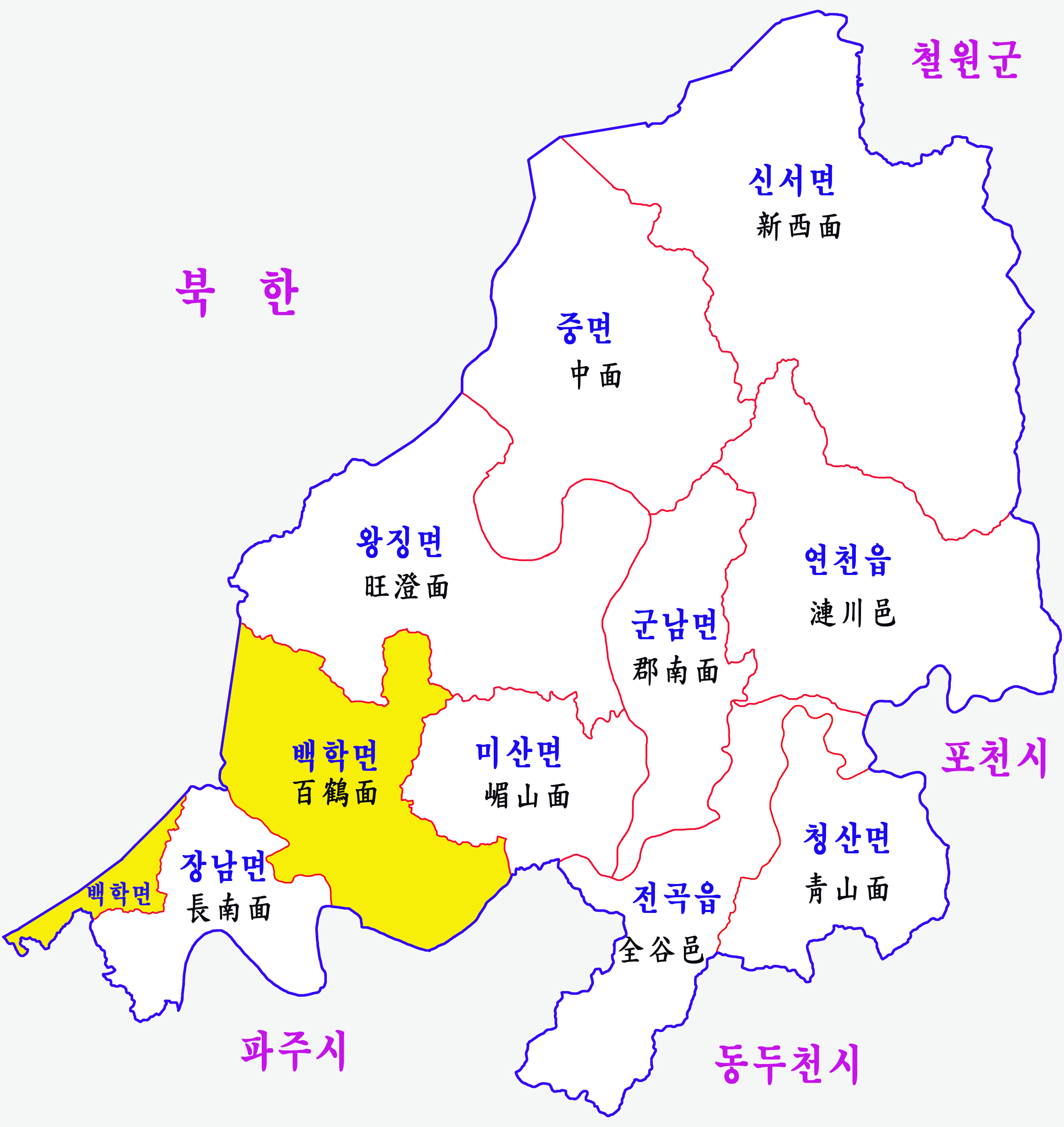
行政区域図

### 行政区域
| 邑・面 | 法定里 |
| ------ | --- |
| 漣川邑 | 車灘里、玄加里、上里、瓦草里、玉山里、邑内里、東幕里、通峴里、古文里、釜谷里                                                                                       |
| 全谷邑 | 全谷里、隠垈里、薪畓里、高陵里、馬浦里、両遠里、干坡里、訥木里 |
| 中面   | 三串里、横山里、中沙里、赤巨里、馬巨里、合水里、笛音里、辰谷里、魚積山里、積洞山里、陶淵里                                                                         |
| 旺澄面 | 無等里、芦洞里、北三里、江内里、江西里、東中里、高旺里、高桟上里、高桟下里、基谷里、鵲洞里、臨江里、伍炭里、貴存里、古荘里、獐鶴里、佳川里、冷井里                 |
| 嵋山面 | 東梨里、峨嵋里、栢石里、柳村里、広洞里、麻田里、牛井里、三和里 |
| 百鶴面 | 斗日里、百嶺里、通口里、箭洞里、芦谷里、鶴谷里、九尾里、頭峴里、葛峴里、浦春里、項洞里、石柱院里、上里、中里、下里、梧陰里、沙是里、梅峴里、古邑里、杜梅里、石墻里 |
| 長南面 | 元堂里、自作里、板浮里、伴程里、高浪浦里 |
| 郡南面 | 進祥里、玉渓里、三巨里、旺林里、仙谷里、黄地里、楠渓里 |
| 新西面 | 大光里、道新里、内山里、馬田里、畓谷里、承陽里、道密里、葛峴里、徳山里、新峴里                                                                                     |
| 青山面 | 哨城里、大田里、長灘里、宮坪里、白蟻里 |

- 打ち消し線が表示されたところは未収復地域を意味する。
- 一部の里は軍事境界線付近および北朝鮮の実効支配下の無人地区となっている。

### 警察
- 漣川警察署

### 消防
- 漣川消防署（全谷邑にある）

## 教育

### 高等学校
(すべて公立)
- 漣川高等学校（へき地校:休戦ラインに接した地域ラ級）
- 全谷高等学校

## 交通

### 鉄道
- 京元線
  - 青山駅 - 全谷駅 - 漣川駅 - 新望里駅 - 大光里駅 - 新炭里駅

### 国道
- 国道3号
- 国道37号線 (韓国)（朝鮮語版）

## 名所・観光スポット
- キムチ村 - 青山面哨城里に2008年9月に開設。キムチ体験テーマパーク、キムチ博物館、多目的体験場、低音貯蔵庫などを備えるundefined。